# Державний класифікатор відходів
Державний класифікатор відходів — систематизований перелік кодів і назв відходів, призначений для використання в державній статистиці з метою надання різнобічної та обґрунтованої інформації про утворення, накопичення, оброблення (перероблення), знешкодження та видалення відходів.